# Fondali Riva Ligure - Cipressa
Fondali Riva Ligure - Cipressa este o arie protejată (arie specială de conservare — SAC, sit de importanță comunitară — SCI) din Italia întinsă pe o suprafață de 473 ha, integral marine.

## Localizare
Centrul sitului Fondali Riva Ligure - Cipressa este situat la coordonatele 43°49′28″N 7°54′16″E / 43.824444°N 7.904444°E.

## Înființare
Situl Fondali Riva Ligure - Cipressa a fost declarat sit de importanță comunitară în iunie 1995 pentru a proteja . Situl a fost protejat și ca arie specială de conservare în octombrie 2016.

## Biodiversitate
Situată în ecoregiunea mediteraneană, aria protejată conține 3 habitate naturale: Straturi cu Posidonia (Posidonion oceanicae), Bancuri de nisip acoperite în permanență slab de apă marină, Recifuri.
La baza desemnării sitului se află un număr nedeclarat de specii protejate:
Pe lângă speciile protejate, pe teritoriul sitului au mai fost identificate 1 specie de nevertebrate, 7 specii de pești.